# Chaparral (Kolumbien)
Chaparral ist eine Gemeinde (municipio) im Departamento Tolima in Kolumbien. Chaparral hat Anteil am Naturpark Las Hermosas.

## Geographie
Chaparral liegt in der Provincia del Sur im Südwesten von Tolima auf einer Höhe von 854 m ü. NN, 153 km von Ibagué entfernt und hat eine Durchschnittstemperatur von 24 °C. Die Gemeinde grenzt im Norden an Roncesvalles, San Antonio und Ortega, im Osten an Coyaima und Ataco, im Süden an Rioblanco und Ataco und im Westen an Tuluá, Buga und Sevilla im Departamento Valle del Cauca.

## Bevölkerung
Die Gemeinde Chaparral hat 47.397 Einwohner, von denen 26.961 im städtischen Teil (cabecera municipal) leben (Stand: 2019).

## Geschichte
Das Gebiet von Chaparral wurde ab der zweiten Hälfte des 18. Jahrhunderts besiedelt. Seit 1767 ist Chaparral eine Kirchengemeinde, Der Hauptort lag zunächst nicht an seiner heutigen Stelle. Allerdings wurde der Ort 1827 von einem Erdbeben zerstört und hinterher bis 1837 an seiner heutigen Stelle wieder aufgebaut. Seit 1861 hat Chaparral den Status einer Gemeinde.

## Wirtschaft
Die wichtigsten Wirtschaftszweige von Chaparral sind Landwirtschaft und Rinderproduktion. Neben Rindern werden Schweine, Geflügel und Pferde gezüchtet.

## Infrastruktur
Chaparral verfügt über einen kleinen Regionalflughafen den Flughafen General Navas Pardo (IATA-Code: CPL).

## Söhne und Töchter der Stadt
- José María Melo (1800–1860), kolumbianischer Präsident 1854
- Manuel Murillo Toro (1816–1880), kolumbianischer Präsident 1864–1866 und 1872–1874
- Pedro Julio Sánchez (* 1940), Radrennfahrer
- Adriana Campos (1979–2015), Schauspielerin